# Polygonatum tessellatum
Polygonatum tessellatum är en sparrisväxtart som beskrevs av Fa Tsuan Wang och Tang. Polygonatum tessellatum ingår i släktet ramsar, och familjen sparrisväxter. Inga underarter finns listade i Catalogue of Life.